# Kückeshaus

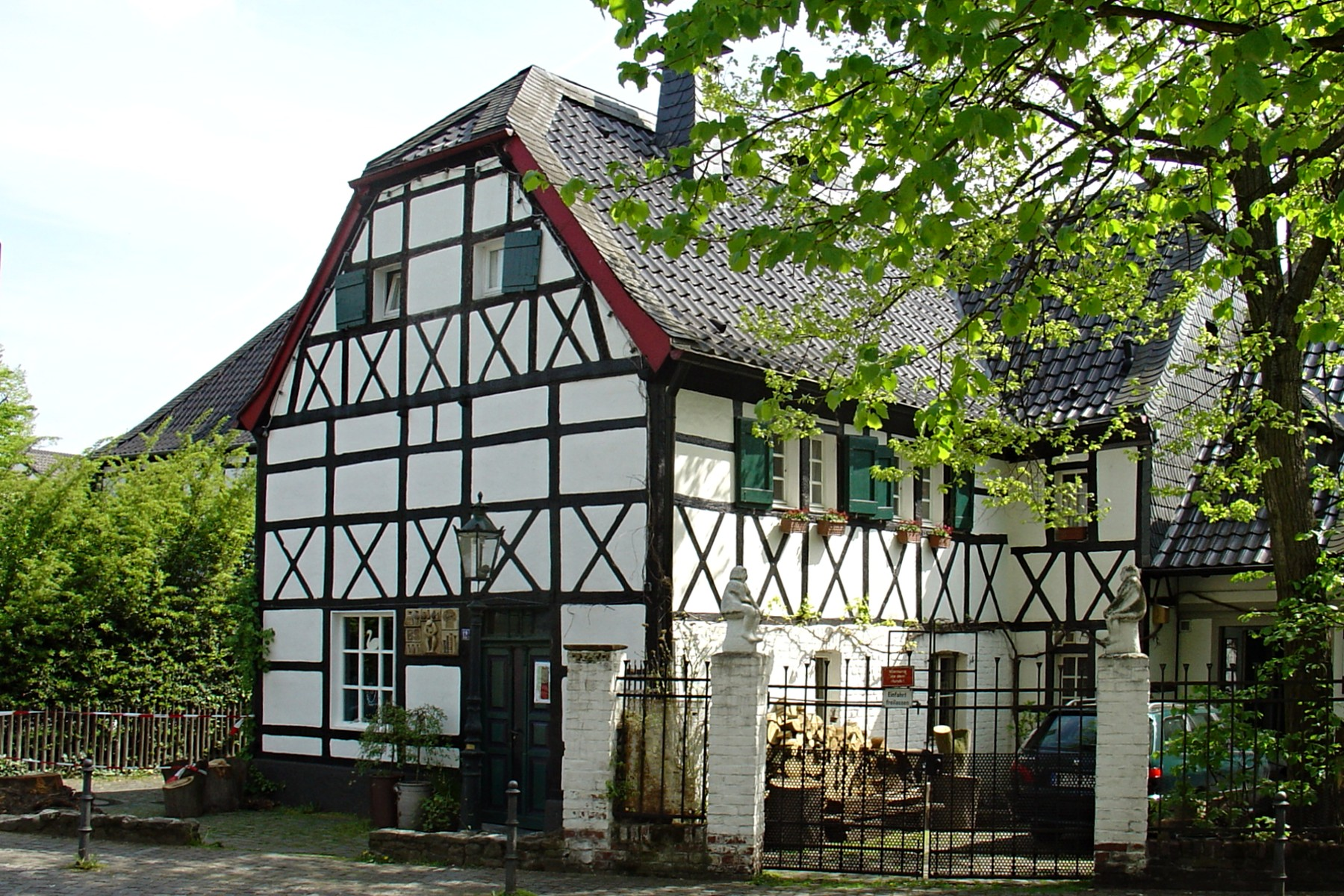
Kückeshaus in Hilden Ecke Eisengasse/Schwanenstraße

Kückeshaus, früher auch Keukeshaus, Kocheshaus, Koicheshuyß oder Kuychehus, wird ein in der Eisengasse 2 / Ecke Schwanenstraße 12 in Hilden, Kreis Mettmann (Nordrhein-Westfalen), stehendes Profangebäude genannt. Das denkmalgeschützte Fachwerkhaus ist mit Andreaskreuzen in den Gefachen gestaltet und zur Schwanenstraße mit Krüppelwalmdach versehen. Es wurde in den Jahren 1766 und 1767 als Armenhaus der damaligen Reformierten Gemeinde Hilden errichtet.
Das „Kückeshaus“ wurde 1766 gebaut und wurde am 25. Oktober 1984 mit der Nummer 6 in die Liste der Baudenkmäler in Hilden aufgenommen.
Koordinaten: 51° 10′ 6,3″ N, 6° 55′ 54,4″ O

## Geschichte

### Das erste Kückeshaus
Das erste Kückeshaus hatte am Ende der Kirchgasse, heute Eisengasse, als Küchenhaus des Fronhofes des Kölner Erzbischofs gestanden. Die Eisengasse hieß damals noch Kirchgasse. Es wurde 1420 erstmals urkundlich erwähnt. 1430 wird Dederich Kuychen (Dietrich Küchen) als Lehnsmann des auf Haus Horst (Hilden) residierenden Lehnsherrn im Küchenhaus erwähnt. Das erste Kückeshaus wurde 1594 bei einem Großbrand der Ortsmitte von Hilden völlig zerstört. Einzig erhalten blieb der Gewölbekeller des Hauses, in dem die Brandspuren noch zu sehen sind. Er ist der älteste Gewölbekeller im Kreis Mettmann.
Im Haus gegenüber befand sich früher die Milch- und Spülküche des Fronhofs. Die alten Hausbezeichnungen „Bechermannsgut“ (1420) und „Scheuermannsgut“ (1430) wiesen direkt darauf hin. Um 1350 wird hier Henken Schuyrpot (Heinrich Scheuertopf) als Lehnsmann erwähnt. Mit dem um 1600 an gleicher Stelle erbauten Leyhaus (Schieferhaus) verschwand der Namensbezug zum Fronhof.

#### Hofgericht am Kückeshaus
Erzbischof Friedrich III. von Köln belehnte 1404 Ritter Konrad von der Horst mit der Güterverwaltung des Ritterguts Horst. Für an Haus Horst verlehnte Höfe in Hilden tagte nun neben dem Hofgericht am „Hohen Hof“ auch noch ein Hofgericht „Am Kückeshaus“.

### Das zweite Kückeshaus
Die Reformierte Gemeinde Hilden kaufte 1752 das zweite Küchenhaus und vermietete es.

### Das Armenhaus

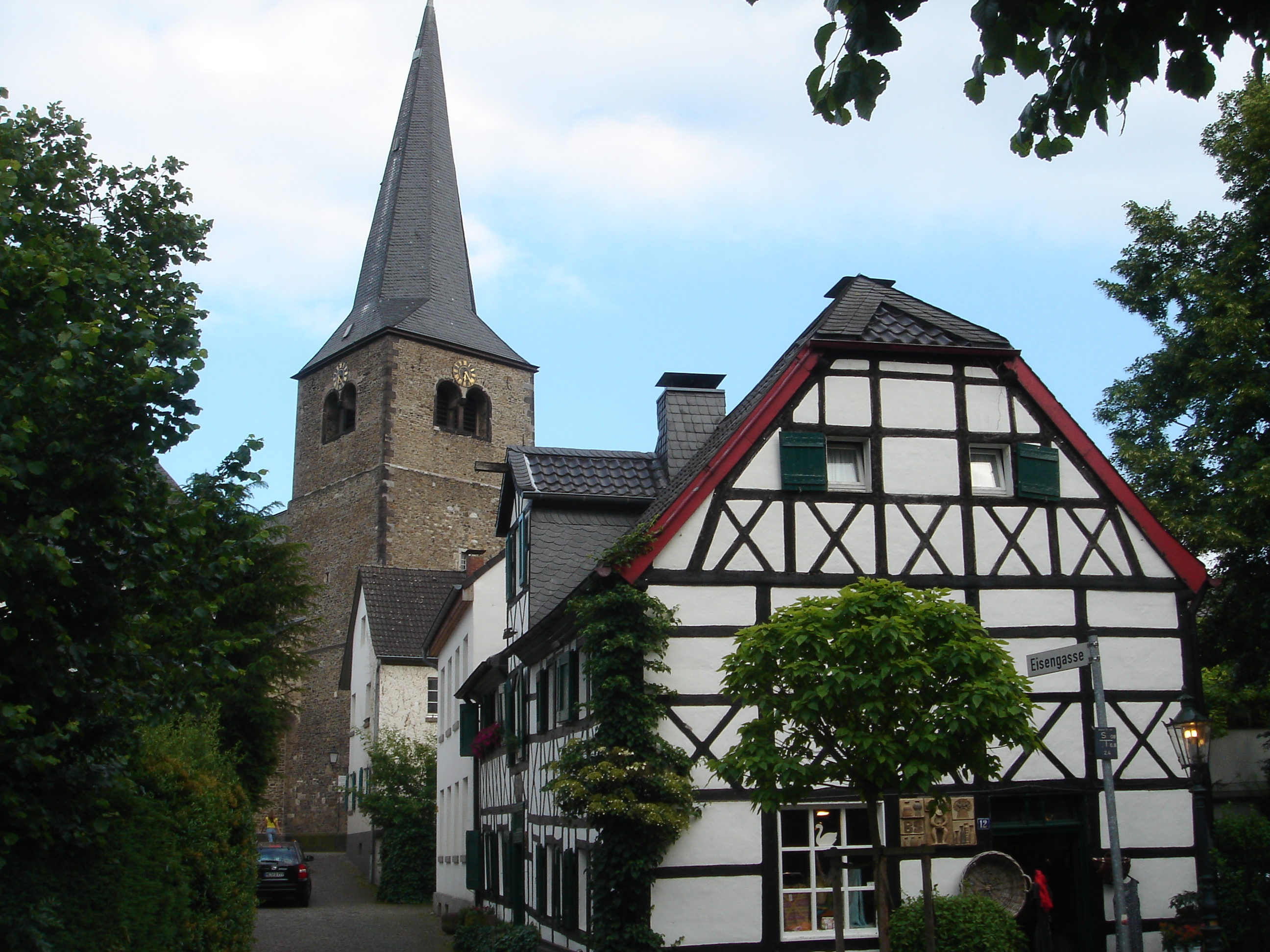
Hilden Kückeshaus mit Blick auf die Reformationskirche

Als sich in den 1760er Jahren die Versorgung der Armen und Bedürftigen in der Reformierten Gemeinde als immer größer werdendes Problem erwies, kam Pfarrer Johann Stephan (Johannes Stephanus) Halfmann (* 1. Dezember 1723 in Hattingen; † 31. Mai 1808) auf die Idee, das Kückeshaus den Bedürftigen zur Verfügung zu stellen. Der bisherige Mieter Jacob Hüsgen sollte ausziehen, damit dann das Haus zu einem Armenhaus umgebaut werden könnte. Die Pläne verzögerten sich jedoch, da die notwendigen Mittel fehlten. Am 21. August 1765 erklärte sich jedoch Johann Wilhelm Bongard (* um 1715 in Hilden; † 11. Juli 1781 in Amsterdam) bereit, nicht nur die Kosten für einen Umbau, sondern auch für den Abriss des bisherigen Kückeshauses und den Neubau des Armenhauses zu tragen. Im September 1766 war der Rohbau errichtet.
Johann Wilhelm Bongard (auch Bongardt, Bungart, Bungerts) wurde als elftes Kind von David Bongard (* 19. April 1667 in Mettmann; † 3. Dezember 1736 in Hilden) und Elisabeth Klein (getauft 5. Februar 1674 in Mettmann; † 9. August 1712 in Hilden) geboren. Er ging nach kaufmännischer Ausbildung als Kaufmann nach Amsterdam, nannte sich dort Joan Willem Bongard und gelangte zu Wohlstand. Er blieb bis zu seinem Tode am 16. Juli 1781 kinderlos.
Sein älterer Bruder Theodor Bongard der Ältere (getauft am 23. Juni 1709 in Hilden; † 6. Februar 1759 in Solingen) wohnte mit seiner Frau Anna Maria, geb. Cölsch (* um 1716;  † 11. Juli 1791 in Hilden) in Hilden am Hagdorn. Sie wohnten im ersten Haus Hagdorn.
Dessen Sohn, Theodor Bongard der Jüngere, ließ zwischen 1820 und 1830 als erstes Steinhaus in Hilden das „Haus Hagdorn“ mit seinem verspielten Türmchen neu errichten. Ihm gehörte seit 1. März 1810 auch das ehemalige Rittergut Horst. Er war der Erbe von Johann Wilhelm Bongard und Verwalter des Erbanteils für das Armenhaus.
Johann Wilhelm Bongard (Joan Willem Bongard) blieb Hilden weiter verbunden. Er übernahm mit 1200 Reichstalern die Kosten für den Bau des Armenhauses und stellte zusätzlich 1000 Reichstaler zur Verfügung, von deren Zinsen die Haushaltung des Armenhauses und die Betreuung der Armen durch Armeneltern (Heimleitung) bezahlt werden sollten. Johann Wilhelm Bongard verfügte, dass die Zinsen von weiteren 500 Reichstalern für die Besoldung einer Magd und von zusätzlichen 500 Reichstalern für Reparaturen am Armenhaus eingesetzt werden sollten. Weiterhin verfügte er, dass 400 Reichstaler angelegt werden und deren Zinsen für den Schulmeister zum Unterricht der Armenkinder verwendet werden sollten.
Das Armenhaus wurde am 16. September 1767 in Anwesenheit des Stifters Johann Wilhelm Bongard eingeweiht.
Das zweigeschossige Gebäude hat trotz der Nähe zum Itterbach bereits einen Keller.
In dem Armenhaus lebten zeitgleich 16 bis 20 Pfleglinge und dazu die Armeneltern. Insgesamt wohnten dort von 1767 bis 1809 ca. siebzig bedürftige Bewohner und im Laufe der Zeit zwölf Armeneltern.
Festzuhalten ist, dass das Armenhaus keine Auffangstätte für arbeitsunwillige Leute war, sondern dass es zugleich als Altenheim, Pflegeheim, Obdachlosenasyl und Arbeitshaus fungierte.
Ohne Pacht wurde dem Armenhaus zwei Parzellen mit 3 bis 4 Morgen sandigen Ackerlands zur Benutzung und Nutznießung zur Verfügung gestellt. Dort wurden verschiedene Sorten an Getreide und Gemüse angebaut. Aus einer Armenhausrechnung von 1772 geht hervor, dass dort auch Kartoffeln angebaut wurden. Dies ist der früheste Beleg für den Kartoffelanbau in Hilden. General Friedrich Gisbert Wilhelm von Romberg (1729–1809), Gouverneur von Stettin, überließ dem Armenhaus unentgeltlich drei Morgen Weideland auf dem Juighfelde aus dem Besitz des Fronhofs. Da dieses Gelände zu klein war, um zwei Milchkühe halten zu können, pachtete Pfarrer Johann Stephan Halfmann von der Reformierten Kirche zusätzliche drei Morgen Grasland hinzu und bewirtschaftete sie selbst.
Im Armenhaus standen zwei Spinnräder, auf denen Flachs verarbeitet wurde.
1899 erhielt das Armenhaus Wasseranschluss.

### Das Wohngebäude Kückeshaus

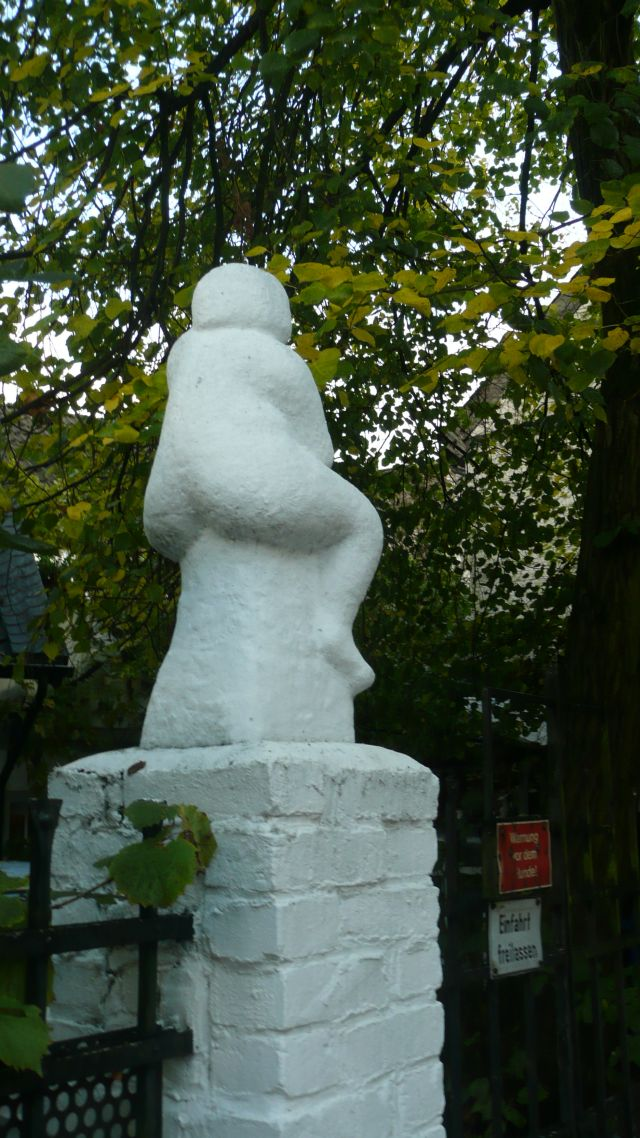
Plastik: Sitzende mit dem schönen Po, an der Toreinfahrt zum Kückeshaus

1807 wurde Pfarrer Johann Stephan Halfmann, dem das Armenhaus stets besonders am Herzen gelegen hatte, nach 57-jähriger Tätigkeit in Hilden pensioniert.
Wegen der hohen Kosten schlug sein Nachfolger Pfarrer Peter David Batzenschläger (getauft am 8. November 1771 in Wülfrath; † 25. März 1821 in Hilden) vor, die Armen mit nötiger Unterstützung bei anderen Familien in Kost zu geben. Der Betrieb des Kückeshauses als Armenhaus wurde 1809 aufgegeben, das Gebäude an Peter Vogelskamp verpachtet. Die Ländereien pachtete der Kirchenmeister Hackländer im Namen seines Schwagers Wilhelm Volmer zu Dornshaus.
Das Haus nebst Hof wurde am 1. September 1825 versteigert. Bei 1005 Reichstalern erhielt Wilhelm Vogelsang den Zuschlag, der erklärte, im Auftrag von Abraham Burbach geboten zu haben. Burbach kaufte für 490 Taler zusätzlich das „Armenkämpchen“, das dem Vikarien Fond der Reformierten Gemeinde gehörte. Danach erhielt das Haus einen Anbau und die Tür an der Giebelseite.
1976 befand sich das Haus in einem desolaten Zustand. Es gab noch ein Plumpsklo im Hof. Bis 1980 wurde das Kückeshaus von seinen jetzigen Bewohnern denkmalgerecht restauriert.  Bei Ausschachtungsarbeiten fand man einen über 6 m tiefen, zugeschütteten Brunnen.
Im Erdgeschoss befand sich zunächst eine Keramikausstellung, seit 2007 ist hier eine von den Hausbesitzern geführte Kunstgalerie. 2012 wurde das Haus aufwendig außen und innen renoviert.